# David Baas
David Andrew Baas (Bixby, 28 settembre 1981) è un giocatore di football americano, di nazionalità statunitense, che gioca nel ruolo di centro per i New York Giants della National Football League (NFL). Fu scelto nel corso del secondo giro (33º assoluto) del Draft NFL 2005 dai San Francisco 49ers. Al college ha giocato a football coi Michigan Wolverines.

## Carriera professionistica

### San Francisco 49ers
I 49ers selezionarono Baas nel corso del secondo giro (33º assoluto) del Draft 2005. Nella sua stagione da rookie, David disputò tredici gare, cinque delle quali come titolare. La prima gara di Baas fu una storica sfida a Città del Messico il 2 ottobre contro gli Arizona Cardinals in qualità di membro degli special team. Il 4 dicembre, giocò la prima gara come titolare nel ruolo di guardia destra nuovamente contro i Cardinals, quando Eric Heitmann fu spostato nel ruolo di centro.
Baas giocò tutte le gare nella stagione 2006, principalmente come membro degli special e come tackle aggiuntivo nella linea offensiva
Nel 2007, Baas disputò come titolare 8 delle 15 partite giocate come guardia destra, dopo che il precedente titolare Justin Smiley fu inserito in lista infortunati dopo un infortunio alla spalla.
Il 13 aprile 2010, David firmò un prolungamento annuale di un anno per rimanere in California.

### New York Giants
Il 29 luglio 2011, Baas firmò coi New York Giants in qualità di free agent. Con la nuova franchigia, nella stagione regolare disputò 11 gare, tutte come titolare. I Giants conclusero la stagione con un record di 9-7, qualificandosi per un soffio ai playoff grazie alla vittoria decisiva sui Cowboys. Nella off-season, essi eliminarono nell'ordine gli Atlanta Falcons, i favoritissimi e campioni in carica Green Bay Packers e nella finale della NFC i San Francisco 49ers. Il 5 febbraio 2012, Baas partì come centro titolare nel Super Bowl XLVI, vinto contro i New England Patriots 21-17, laureandosi per la prima volta campione NFL.
Nella stagione successiva, Baas rimase stabilmente il centro titolare dei Giants, disputando tutte le 16 gare della stagione come partente, ma i Giants non si qualificarono per i playoff.

## Vittorie e premi
- Super Bowl : 1 Vincitore del Super Bowl XLVI
- Rimington Trophy (2004)

## Statistiche
| Partite totali             | 119 |
| Partite totali da titolare | 81  |

Statistiche aggiornate alla stagione 2012